# Hiroki Bandai
Hiroki Bandai (萬代 宏樹 Bandai Hiroki?), född 19 februari 1986 i Miyagi prefektur, är en japansk fotbollsspelare.
Bandai började sin karriär 2004 i Vegalta Sendai. Han spelade 107 ligamatcher för klubben. 2008 flyttade han till Júbilo Iwata. Efter Júbilo Iwata spelade han för Sagan Tosu, Thespa Kusatsu, Montedio Yamagata, Mito HollyHock och AC Nagano Parceiro.